# Eloína dos Leopardos
Eloína dos Leopardos, também conhecida por Eloína de Souza (Catumbi, Rio de Janeiro, 13 de Maio de 1946), é uma atriz, coreógrafa, produtora e transformista brasileira. Em 1976, tornou-se a primeira rainha de bateria do carnaval carioca, posto que ocuparia até 1978.
Em 2025, foi homenageada pela escola de samba Paraíso do Tuiuti, cujo enredo falou de Xica Manicongo, a primeira travesti não-indígena do Brasil. Eloína veio como destaque no último carro alegórico da escola, denominado "Traviarcado".
Atualmente Eloína reside em São Paulo, onde trabalha como recepcionista no Bar da Onça.

## Biografia
Eloína cresceu no bairro de Catumbi, zona central do Rio de Janeiro, onde foi criada por sua madrinha, Jacira. Conta que desde os 7 anos de idade já se identificava com o feminino, gostando de usar brincos e batom. Sua madrinha a apoiava, e não se deixou influenciar por quem dizia que aquilo não ia "dar boa coisa".
Aos 14 anos, Eloína começou a trabalhar como camareira de vedetes no Teatro Carlos Gomes, e em 1966, com 21 anos, passou a apresentar-se como dançarina em casas noturnas de Copacabana, a convite do produtor Carlos Machado. Neste período, teria sido uma das responsáveis por divulgar o naturismo, através de sua participação na peça Luz del Fuego, sobre a artista homônima que foi uma das pioneiras desta filosofia no Brasil.

### Vida em Paris
Como outras transformistas, por conta da repressão da ditadura militar e em busca de uma melhoria de vida, Eloína acabou se mudando para Paris, onde havia a possibilidade de trabalhar em casas noturnas (como o Carrousel e o Madame Arthur) e de existir como travesti. O ano de sua chegada à capital francesa varia de acordo com a fonte consultada, mas teria ocorrido entre meados de 1969 e 1972. Ela chegou lá sem falar francês, e tendo como referência apenas o endereço de um hotel por onde outras travestis brasileiras já haviam passado antes dela.
Embora tenha ganho algum dinheiro em Paris, a maior parte dele foi gasto com a própria subsistência, procedimentos estéticos, e um guarda-roupa sofisticado, necessário para o desenvolvimento de sua carreira artística. Paris tornou-se uma segunda casa para Eloína, e nos próximos 30 anos, ela voltaria várias vezes à cidade.

### Rainha de bateria
Já de volta ao Rio de Janeiro, em 1975 Eloína participou de um concurso num baile de carnaval, onde conquistou o segundo lugar vestindo apenas biquíni branco e penas de faisão. Sua performance chamou a atenção do figurinista Viriato Ferreira, que sugeriu ao carnavalesco Joãosinho Trinta que a contratasse para desfilar no Grêmio Recreativo Escola de Samba Beija-Flor de Nilópolis.
Eloína revela que embora nunca tenha se considerado bonita, "era exuberante". Antes de oficializar o convite para que desfilasse à frente dos ritmistas da escola de samba, Joãosinho Trinta fez com que ela se despisse na frente dele, e só então declarou: "é você que eu quero!". No carnaval de 1976, ele a orientou para que se posicionasse à frente da bateria da Beija-Flor de roupão, e que só o retirasse quando o desfile começasse. A apresentação foi um sucesso, e com o enredo "Sonhar com Rei Dá Leão", a escola de samba foi a vencedora naquele ano.
Eloína conta que ninguém sabia então que a rainha de bateria era uma travesti, e quando noticiaram no dia seguinte ao desfile, "foi um escândalo". Como o cargo passou a ser muito disputado, ela ainda conseguiria mantê-lo até 1978, sendo posteriormente substituída por uma passista tradicional da Beija-Flor, Sônia Capeta, a qual reinou durante 22 anos à frente da bateria.

## Teatro e cinema
Em 1987, produziu o espetáculo erótico "A Noite dos Leopardos", com homens realizando striptease; a peça se manteria em cartaz ininterruptamente até 1997, e chegou a ser apresentada em Portugal, Espanha, Itália e Estados Unidos. Em 1992, durante a turnê de "The Girlie Show" no Brasil, Madonna teria mandado fechar a Galeria Alaska no Rio de Janeiro, onde o show era apresentado, para uma exibição exclusiva. Data desta época o pseudônimo de "Eloína dos Leopardos", pelo qual é mais conhecida hoje.
Entre 2000 e 2014, Eloína integrou o elenco do espetáculo musical Divinas Divas, no Teatro Rival do Rio de Janeiro, ao lado de Rogéria, Divina Valéria, Camille K, Marquesa, Brigitte de Búzios e Fujika de Hallyday, com quem havia formado um grupo musical no mesmo teatro, durante a década de 1970. Em 2016, o espetáculo foi transformado num documentário por Leandra Leal, com todo o elenco original.
A obra, que estreou comercialmente em 2017, ganhou vários prêmios, inclusive o Grande Prêmio do Cinema Brasileiro, o Prêmio Félix, e venceu como Melhor Documentário no Festival do Rio, edição 2016.
Em 2020, Eloína apresentou-se pela primeira vez no Theatro Municipal de São Paulo com a peça Divinas Divas – Verão Sem Censura, ao lado de Jane di Castro, Divina Valéria, Camille K, Marcia Dailyn e Divina Núbia.

## Prêmio
Em 2021, recebeu o Prêmio Cláudia Wonder na 9ª edição da SP TransVisão.